# Colobostema stackelbergi
Colobostema stackelbergi är en tvåvingeart som beskrevs av Nina Krivosheina 2000. Colobostema stackelbergi ingår i släktet Colobostema och familjen dyngmyggor. Inga underarter finns listade i Catalogue of Life.